# El Cucharal, San Felipe Tejalápam
El Cucharal är en ort i Mexiko.   Den ligger i kommunen San Felipe Tejalápam och delstaten Oaxaca, i den sydöstra delen av landet, 400 km sydost om huvudstaden Mexico City. El Cucharal ligger 1 678 meter över havet och antalet invånare är 447.
Terrängen runt El Cucharal är varierad. Runt El Cucharal är det ganska tätbefolkat, med 230 invånare per kvadratkilometer. Närmaste större samhälle är Oaxaca de Juárez, 16,4 km öster om El Cucharal. Trakten runt El Cucharal består i huvudsak av gräsmarker.